# Afrectopius holerytreus
Afrectopius holerytreus är en stekelart som beskrevs av Heinrich 1967. Afrectopius holerytreus ingår i släktet Afrectopius och familjen brokparasitsteklar. Inga underarter finns listade i Catalogue of Life.